# Pessac-sur-Dordogne
Pessac-sur-Dordogne egy francia település Gironde megyében az Aquitania régióban. Lakosainak száma 446 fő (2022. január 1.).

## Adminisztráció
Polgármesterek:
- 2008–2014 Francis Capafons
- 2014–2020 Bernard Dudon

## Demográfia
| Lakosok száma | 576  | 490  | 471  | 469  | 494  | 479  | 449  | 446  | 441  | 446  |
|               | 1968 | 1982 | 1990 | 2006 | 2013 | 2015 | 2017 | 2019 | 2020 | 2022 |

## Látnivalók
- St. Vincent templom XII. században épült
- Château de Montbreton
- Château de Vidasse
- Château de Ribebon
- Château de Carbonneau
- Beaupoil torony
- Moustelat vízimalom